# Dyssochroma viridiflora
A espécie arbustiva é endêmica do Brasil, ocorrendo nas regiões Nordeste (Ceará, Pernambuco, Bahia) e Sudeste (Minas Gerais, Espírito Santo, São Paulo, Rio de Janeiro). É hemi-epífita, ou seja, geralmente encontra-se em relação de inquilinismo, vivendo sobre outras espécies, utilizando-se delas apenas de apoio e sem delas retirar nutrientes.
Pode ser encontrada na margem de rios e no interior das florestas.

## Características Morfológicas[2]

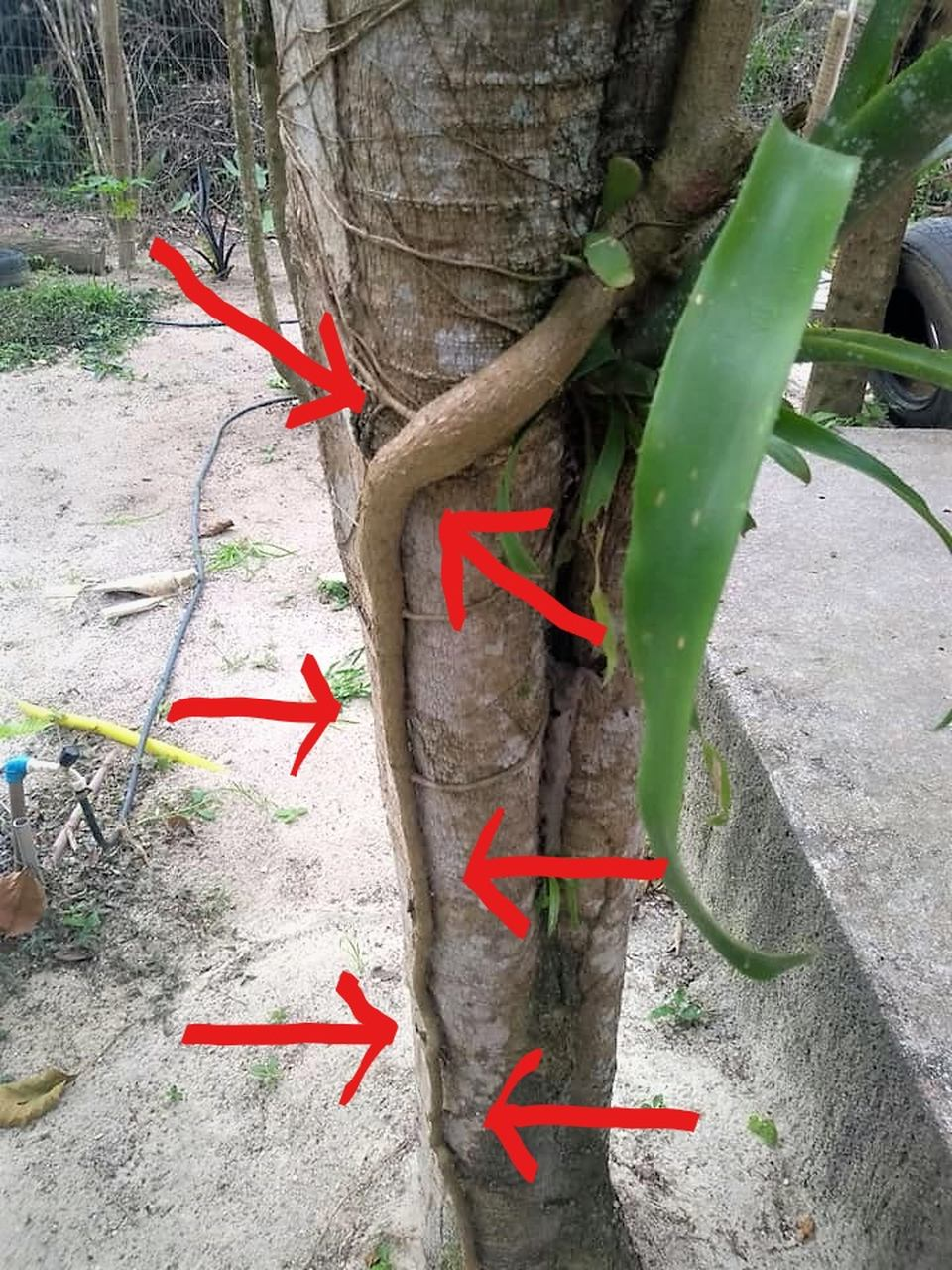
Tronco de Itapu com explícita relação de Inquilinismo com o outra espécime vegetal

“Possui ramos flexuosos, esfoliantes, nodosos, cicatrizes foliares evidentes. Folhas isoladas, inteiras; lâminas até 14 × 4,6 cm, cartáceas, lanceoladas a levemente obovadas, ápice atenuado, base aguda, camptódromas, nervuras secundárias com espaçamento irregular, domáceas pilíferas na região das nervuras. Flores isoladas ou 2–3 em racemo com raque reduzida, pêndulas; pedicelo ca. 1 cm compr.; cálice campanulado, profundamente partido; corola ca. 4 cm compr., verdeclaro, infundibuliforme a hipocraterimorfa, lacínias lanceoladas, enroladas após a antese; anteras exsertas, lineares, ca. 1,8 cm × 2 mm, filetes concrescidos na região basal do tubo corolíneo, ca. 7 cm compr.; ovário alvacento, ca. 1 cm × 4 mm, com disco nectarífero anelar; estilete quase do mesmo tamanho dos estames; região estigmática apical. Baga ca. 4 cm compr., oblongo-apiculadas, lacínias do cálice patente - estreladas na frutificação, ca. 400 sementes.”

## Usos

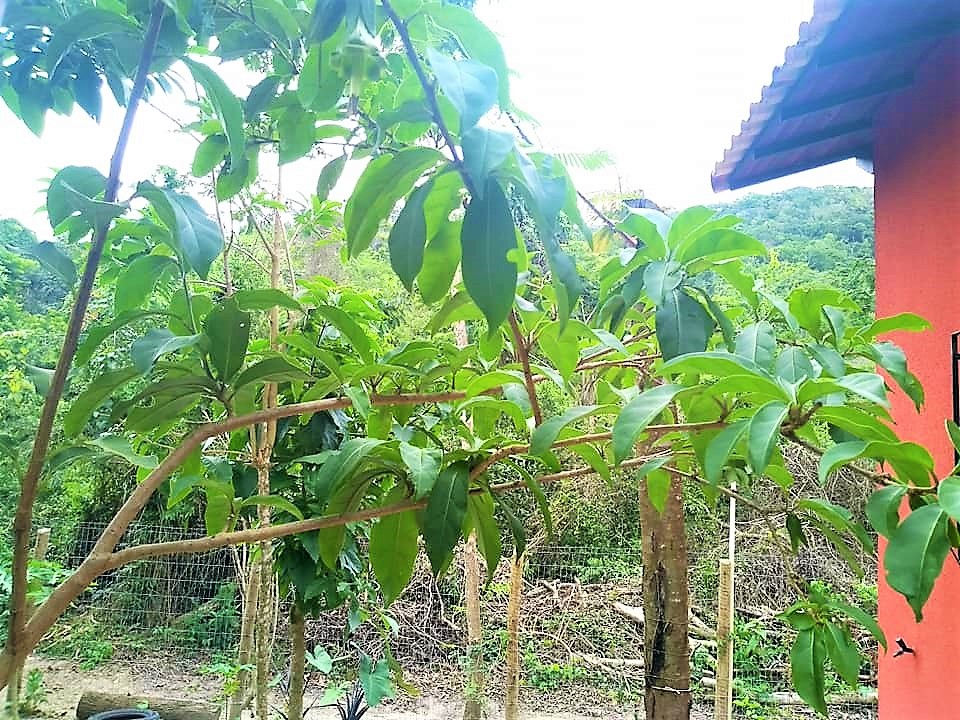
Galhos e folhas da espécie Dyssochroma viridiflora

Para quem está pensando em preservar a flora e o Bioma da Mata Atlântica a Itapu é uma excelente escolha, pois além de ser uma espécie incomum e raramente inserida em projetos de urbanização é também fonte de alimento a morcegos frugívoros, que se utilizam de seus frutos para alimentação e, consequentemente, espalham as sementes dessas ao fim do seu processo de digestão.